# Em Mares Nunca Navegados
Em mares nunca navegados é um romance escrito pelos brasileiros Carmen Seganfredo e A. S. Franchini. A obra apresenta o poema épico "Os lusíadas, de Camões, num romance ágil e moderno". Segundo os autores, "Os Lusíadas, com o passar do tempo, foi adquirindo uma natureza de esfinge enigmática para as novas gerações". E é especialmente para os estudantes que Em mares nunca navegados é mais útil e interessante, pois apresenta o grande poema camoniano em forma de aventura épica, para aqueles que preferem um livro de aventura épica a um de poesia épica de linguajar complicado e antigo, esse livro pode ser muito mais fácil e prazeroso de se ler que o texto original. 